# OFC Champions League 2025
La OFC Champions League 2025 è stata la ventiquattresima edizione della massima competizione calcistica per squadre di club dell'Oceania, organizzata dalla Oceania Football Confederation (OFC), iniziata l'8 febbraio 2025 e terminata con la finale il 12 aprile successivo. 
Il vincitore della competizione si è qualificato per la Coppa Intercontinentale FIFA 2025.

## Squadre partecipanti
I 14 posti sono scelti tra le 11 federazioni membri della OFC secondo la seguente tabella:
| Posizione della federazione in base al coefficiente FIFA dei membri OFC per nazioni | Numero di squadre partecipanti |
| ----------------------------------------------------------------------------------- | ------------------------------ |
| 1-4                                                                                 | 1                              |
| 5-7                                                                                 | 2                              |
| 8-11                                                                                | 1                              |

- 4 associazioni (Isole Figi, Nuova Caledonia, Nuova Zelanda, Isole Salomone) hanno un posto garantito nella fase a gironi.
- 3 associazioni (Papua Nuova Guinea, Tahiti, Vanuatu) hanno un posto garantito nella fase a gironi, dopo un turno di Play-Off nazionali tra le due squadre qualificate alla competizione.
- 4 associazioni definite in via di sviluppo (Samoa Americane, Isole Cook, Samoa, Tonga) hanno un posto garantito nel girone preliminare, che assegna un ulteriore posto nella fase a gironi.

|                             |                             | Squadre che accedono nel turno                                                    | Squadre provenienti dal turno precedente                                                             |
| --------------------------- | --------------------------- | --------------------------------------------------------------------------------- | --- |
| Turno preliminare           | In via di sviluppo          | - 3 campioni dalle federazioni 8-10 - 1 campione dalla federazione 11             | |
| Turno preliminare           | Sviluppate                  | - 3 campioni dalle federazioni 5–7 - 3 seconde classificate dalle federazioni 5–7 | |
| Fase a gironi               | Fase a gironi               | - 4 campioni dalle federazioni 1–4                                                | - vincitore del turno in via di sviluppo - 3 vincitori del turno sviluppate                          |
| Fase a eliminazione diretta | Fase a eliminazione diretta |                                                                                   | - 2 vincitori dei gironi nella fase a gruppi - 2 seconde classificate dei gironi nella fase a gruppi |

### Lista
I club sono ordinati in base al coefficiente OFC della federazione di appartenenza. Accanto ad ogni club è indicata la posizione in classifica nel rispettivo campionato.
| Fase a gironi      | Fase a gironi      | Fase a gironi         | Fase a gironi      |
| ------------------ | ------------------ | --------------------- | ------------------ |
| Auckland City (1º) | Rewa (1º)          | Central Coast (1º)    | Tiga Sport (1º)    |
| Turno preliminare  |                    |                       |                    |
| In via di sviluppo | In via di sviluppo | Sviluppate            | Sviluppate         |
| Royal Puma (1º)    | Vaipuna (1º)       | Tefana (1º)           | Classic (2º)       |
| Tupapa (1º)        |                    | Pirae (2º)            | Hekari United (1º) |
|                    |                    | Ifira Black Bird (1º) | Gulf Komara (2º)   |

## Date
| Fase                   | Sorteggio        | Partite                                                          |
| ---------------------- | ---------------- | ---------------------------------------------------------------- |
| Fase di qualificazione | 11 dicembre 2024 | 8-14 febbraio 2025 (girone preliminare) TBC (play-off nazionali) |
| Fase a gironi          | 11 dicembre 2024 | 30-TBC marzo 2025                                                |
| Semifinali             | 11 dicembre 2024 | TBC                                                              |
| Finale                 | 11 dicembre 2024 | 12 aprile 2025                                                   |

## Fase di qualificazione

### Girone preliminare
Le partite si giocano sulle Isole Cook, dall'8 al 14 febbraio 2025.
| Squadra    | Pt | PG | V | N | P | GF | GS | DR |
| ---------- | -- | -- | - | - | - | -- | -- | -- |
| Tupapa     | 4  | 2  | 1 | 1 | 0 | 5  | 4  | +1 |
| Vaipuna    | 3  | 2  | 1 | 0 | 1 | 5  | 2  | +3 |
| Royal Puma | 1  | 2  | 0 | 1 | 1 | 3  | 7  | -4 |

| Squadra 1   | Risultato   | Squadra 2   |
| 1ª giornata | 1ª giornata | 1ª giornata |
| ----------- | ----------- | ----------- |
| Royal Puma  | 0 - 4       | Vaipuna     |
| 2ª giornata |             |             |
| Royal Puma  | 3 - 3       | Tupapa      |
| 3ª giornata |             |             |
| Vaipuna     | 1 - 2       | Tupapa      |

## Fase a gironi

### Gruppo A
| Squadra       | Pt | G | V | N | P | GF | GS | DG |
| ------------- | -- | - | - | - | - | -- | -- | -- |
| Auckland City | 7  | 3 | 2 | 1 | 0 | 4  | 1  | +3 |
| Tiga Sport    | 4  | 3 | 1 | 1 | 1 | 5  | 5  | 0  |
| Pirae         | 4  | 3 | 1 | 1 | 1 | 2  | 2  | 0  |
| Rewa          | 1  | 3 | 0 | 1 | 2 | 3  | 6  | -3 |

### Gruppo B
| Squadra          | Pt | G | V | N | P | GF | GS | DG  |
| ---------------- | -- | - | - | - | - | -- | -- | --- |
| Hekari United    | 7  | 3 | 2 | 1 | 0 | 13 | 1  | +12 |
| Ifira Black Bird | 5  | 3 | 1 | 2 | 0 | 5  | 2  | +3  |
| Central Coast    | 4  | 3 | 1 | 1 | 1 | 8  | 4  | +4  |
| Tupapa           | 0  | 3 | 0 | 0 | 3 | 0  | 19 | -19 |

## Fase a eliminazione diretta

### Semifinali
| Squadra 1     | Risultato | Squadra 2        |
| ------------- | --------- | ---------------- |
| Auckland City | 2 - 0     | Ifira Black Bird |
| Hekari United | 1 - 0     | Tiga Sport       |

### Finale
| Arbitro: | Facundo Tello |

|                       |           |  |
| Bevan 39’, 83’ (rig.) | Marcatori |  |

## Classifica marcatori
| Gol |  |  | Giocatore            | Squadra          |
| --- |  |  | -------------------- | ---------------- |
| 5   |  |  | Hudson Oreinima      | Central Coast    |
| 4   |  |  | Rex Naime            | Hekari United    |
| 3   |  |  | Myer Bevan           | Auckland City    |
| 3   |  |  | Haris Zeb            | Auckland City    |
| 2   |  |  | Nathaniel Eddie      | Hekari United    |
| 2   |  |  | Joseph Joe           | Hekari United    |
| 2   |  |  | Dylan Manickum       | Auckland City    |
| 2   |  |  | John Orobulu         | Rewa             |
| 2   |  |  | Mickael Partodikromo | Tiga Sport       |
| 2   |  |  | Pala Paul            | Hekari United    |
| 2   |  |  | Lucas Santos         | Hekari United    |
| 2   |  |  | Jordy Tasip          | Ifira Black Bird |